# فهرست شرکت‌های هواپیمایی ارمنستان
در زیر فهرست شرکت‌های هواپیمایی ارمنستان (انگلیسی: List of airlines of Armenia) آورده شده است که گواهینامه عملیات هوایی را دارند که توسط سازمان هواپیمایی کشوری صادر شده است.

## مسافری
| شرکت هواپیمایی  | یاتا | ایکائو | تصویر | شناسه    | قطب                         | یادداشت                  |
| --------------- | ---- | ------ | ----- | -------- | --------------------------- | ------------------------ |
| ایر دیلیجانس    | RM   | NGT    |       | NIKA     | فرودگاه بین‌المللی زوارتنوتس |                          |
| آرمنیا ایرویز   | 6A   | AMW    |       | ARMENIA  | فرودگاه بین‌المللی زوارتنوتس |                          |
| آرمنین ایرلاینز | JI   | AAG    |       | APRICOT  | فرودگاه بین‌المللی زوارتنوتس |                          |
| فلای آرنا       | G6   | ACY    |       | ARNA     | فرودگاه بین‌المللی زوارتنوتس | زیرمجموعه گروه ایر عربیا |
| فلای‌وان آرمنیا  | 3F   | FIE    |       | ARMRIDER | فرودگاه بین‌المللی زوارتنوتس | زیرمجموعه گروه فلای‌وان   |
| شیراک آویا      | 5G   | SHS    |       | SHIRAK   | فرودگاه بین‌المللی زوارتنوتس |                          |

## چارتر
| شرکت هواپیمایی   | یاتا | ایکائو | تصویر | شناسه      | قطب                         | یادداشت |
| ---------------- | ---- | ------ | ----- | ---------- | --------------------------- | ------- |
| اسکای نت ایرلاین |      | SKJ    |       | SKYNET AIR | فرودگاه بین‌المللی زوارتنوتس |         |

## باری
| شرکت هواپیمایی | یاتا | ایکائو | تصویر | شناسه       | قطب                         | یادداشت |
| -------------- | ---- | ------ | ----- | ----------- | --------------------------- | ------- |
| ایر هاینسس     |      | HNS    |       |             | فرودگاه بین‌المللی زوارتنوتس |         |
| آرک ایرویز     | ZQ   | ARQ    |       | ARK AIRWAYS | فرودگاه بین‌المللی زوارتنوتس |         |
| آیک آویا       |      | AYK    |       |             | فرودگاه بین‌المللی زوارتنوتس |         |